# Abed Hamed Mowhoush
Abed Hamed Mowhoush (arabsko عبد حامد موحوش), iraški general, * 19. julij 1947, † 26. november 2003.
Umrl je v ameriškem vojnem ujetništvu po 16. dnevih intenzivnega zasliševanja (tudi mučenja).